# Кузнецов Василь Іванович
Васи́ль Іва́нович Кузнецо́в (3 (15) січня 1894, село Усть-Усолка, Солікамський повіт, Пермська губернія — 20 червня 1964, Москва) — радянський воєначальник, генерал-полковник (1943), Герой Радянського Союзу (29 травня 1945).

## Біографія
Учасник Першої світової війни. 1916 року скінчив школу прапорщиків, підпоручник.
З 1918 року — в Червоній Армії. Під час Громадянської війни командував ротою, батальйоном, стрілецьким полком. Після війни командував полком, дивізією, корпусом, Вітебською армейською групою.
Скінчив курси командирського составу «Постріл» (1920), Військову академію ім. Фрунзе (1936). З 1940 року — генерал-лейтенант.
У вересні 1939 року на чолі 3-ї армії брав участь в Польському поході Червоної армії.
На початковому етапі Німецько-радянської війни його 3-тя армія потрапила в оточення під Гродно. Наприкінці липня 1941 року армія вийшла з оточення в районі Рагачева, штаб 3-ї армії об'єднав під своїм командуванням військові частини в районі Мозира. У серпні того ж року Кузнецов очолив 21-шу армію Центрального фронту, згодом — Південно-Західного фронту. Після розгрому фронту в ході Київської операції очолив новостворену 58-му армію (листопад 1941 року). Протягом листопада 1941 року — травня 1942 року командував 1-ю ударною армією Західного фронту (згодом — Північно-Західного фронту. Армія брала участь в битві за Москву та загальному контрнаступі радянських військ взимку-навесні 1942 року.
В липні 1942 року очолив новостворену 63-ю армію Сталінградського фронту, брав участь в Сталінградській битві. З грудня 1942 року по грудень 1943 року командував 1-ю гвардійською армією, в травні 1943 року отримав військове звання генерал-полковник. З грудня 1943 року по березень 1945 року — заступник командувача військами Першого Прибалтійського фронту.
З березня 1945 року — командувач 3-ю ударною армією 1-го Білоруського фронту. Під командуванням Кузнецова армія брала участь в Битві за Берлін, 1 травня 1945 року бійці 3-ї ударної армії встановили червоний прапор на будівлі Рейхстагу в Берліні.
По завершенні війни продовжував командувати 3-ю ударною армією. У 1948—1953 роках — голова Центрального Комітету ДТСААФ, у 1953—1957 роках — командувач військ Приволзького військового округу, пізніже — робота в апараті Міністерства оборони СРСР.
Депутат Верховної Ради СРСР 1946—50, 1954—58 років. з 1960 року — у відставці.

## Вшанування пам'яті
Іменем Василя Кузнецова названі вулиці:
- у Солікамську Пермської області;
- у Москві (з 1995 року).

## Нагороди
- Герой Радянського Союзу
- 2 ордени Леніна
- 5 орденів Червоного Прапора
- 2 ордени Суворова 1-го ступеня
- радянські медалі та 4 іноземних ордени